# حوزة (إقليم السمارة)
حوزة هي جماعة قروية في إقليم السمارة بجهة العيون الساقية الحمراء، وهي تضم 5462 نسمة حسب الإحصاء العام للسكان والسكنى لسنة 2014، مما يجعلها ثاني أكبر جماعة في إقليم السمارة من حيث عدد السكان بعد الجماعة الحضرية السمارة.

## السُكان
| السنوات    | 2004 | 2014 |
| ---------- | ---- | ---- |
| عدد السكان | 8769 | 5462 |

## الأمن
أكثر مُشكل يعاني منه سكان حوزة هو انتشار الألغام والقنابل العنقودية القابلة للانفجار في هذه المنطقة، ويعود تاريخ وجودة هذه الألغام إلى التواجد الإسباني في الصحراء، بالإضافة إلى ألغام أخرى تم وضعها في زمن الحرب بين المغرب والبوليزاريو، ورغم المجهودات الجبارة التي تقوم بها القوات المسلحة الملكية لتعقب وإزالة هذه الألغام إلى أنه يصعب تحديد مكانها نظرا لانجراف التربة نتيجة سيول عدة أودية بينها وادي الساقية الحمراء، وهو الأمر الذي يشكل خطراً على السكان المحليين أو على العابرين لهذه المنطقة. وقد تضاعفت العمليات التي يقودها الجيش لتنقية الصحراء من الألغام بشكل كبير سنة 2007، والسبب وفاة مسؤول مغربي بسبب أحد الألغام، وهو محمد خطري ولد الجماني، رئيس جماعة كلتة زمور، والذي تفجر به لغم مطلع سنة 2007، بمنطقة الحوزة، وقد كان عضوا بالمجلس الملكي للشؤون الصحراوية، وتوفي على الفور، بين نقل ثلاثة كانوا رفقته على متن سيارة دفع رباعي إلى المستشفى في حالات حرجة.

## السياحة
تزخر منطقة حوزة بالعدید من الآثار القدیمة ذات الطابع السیاحي، كموروث انساني خلفه الإنسان القدیم أو ما تركه المستعمر الإسباني. غير أنه يبقى الوصول لهذه المنطقة صعب نوعا ما بسبب تواجد الألغام المنتشرة في هذه المنطقة.

## الدين
- الموسم الديني والثقافي للعلامة الشيخ محمد الأمين أباحازم، بمنطقة كريزيم (جماعة حوزة). ويعرف هذا الموسم تنظيم مسابقة في حفظ وتجويد القرآن، وتنظيم خيام موضوعاتية على هامش الموسم لتجسيد نمط التعليم المحضري عند أهل الصحراء وكذا فضاء للمخطوطات التاريخية.[7]

## الرياضة
- فريق حوزة السمارة لكرة القدم
- الجمعية الرياضية لألعاب القوى حوزة